# Canton de Beaurepaire
Le canton de Beaurepaire est une ancienne division administrative française située dans le département de l'Isère et la région Auvergne-Rhône-Alpes.

## Géographie
Ce canton était organisé autour de Beaurepaire dans l'arrondissement de Vienne. Son altitude variait de 205 m (Jarcieu) à 507 m (Pommier-de-Beaurepaire) pour une altitude moyenne de 366 m.

## Histoire
De 1833 à 1848, les cantons de Beaurepaire et de Saint-Jean-de-Bournay avaient le même conseiller général. Le nombre de conseillers généraux était limité à 30 par département.

## Représentation

### Conseillers généraux de 1833 à 2015
| Période | Période      | Identité                   | Étiquette          | Qualité |
| ------- | ------------ | -------------------------- | ------------------ | --- |
| 1833    | 1843 (décès) | Félix Villars              |                    | Avocat à Vienne puis conseiller à la Cour de Grenoble                                                                                         |
| 1844    | 1848         | Augustin Villars           |                    | Avocat à Vienne puis conseiller à la Cour de Grenoble Propriétaire à Beaurepaire                                                              |
| 1848    | 1852         | François Gaston            | Républicain        | Médecin à Beaurepaire |
| 1852    | 1864 (décès) | Antoine Vital-Berthin,     |                    | Historien, archéologue, écrivain Conseiller municipal de Beaurepaire, conseiller d'arrondissement                                             |
| 1864    | 1871         | Anselme Pétetin            | Républicain modéré | Membre du Conseil d'État Directeur de l'Imprimerie Impériale                                                                                  |
| 1871    | 1874 (décès) | Isidore Trouillet          | Républicain        | Propriétaire, pharmacien beaurepairois |
| 1874    | 1892 (décès) | Jean-Antoine Charreton     | Républicain        | Notaire Maire de Jarcieu |
| 1892    | 1928         | Simon Plissonnier          | Républicain Rad.   | Propriétaire-agriculteur à Primarette Député (1893-1898, 1902-1924)                                                                           |
| 1928    | 1936 (décès) | Yves Pagneux (1875-1936)   | SFIO               | Maire de Beaurepaire |
| 1936    | 1940         | Gaston Mandran (1875-1954) | SFIO               | Restaurateur Maire de Beaurepaire |
|         |              |                            |                    | |
| 1945    | 1951         | Gaston Mandran             | SFIO               | Maire de Beaurepaire |
| 1951    | 1964         | Victor Goudard (1894-1979) | SFIO               | Négociant en bestiaux Maire de Beaurepaire (1947-?)                                                                                           |
| 1964    | 1976         | Jean Milloud (1913-2003)   | SFIO puis PS       | Agriculteur à Beaurepaire |
| 1976    | 2015         | Christian Nucci            | PS                 | Professeur de collège Député (1978-1982 et 1986-1988) Ministre (1982-1986) Maire de Beaurepaire (1977-2008) Vice-président du Conseil général |

### Conseillers d'arrondissement (de 1833 à 1940)
| Période                                  | Période | Identité                               | Étiquette   | Qualité |
| ---------------------------------------- | ------- | -------------------------------------- | ----------- | --- |
| 1833                                     | 1839    | Augustin Figuet Dufeillant (1774-1853) |             | Propriétaire rentier à Beaurepaire                                                                          |
| 1839                                     | 1852    | Antoine Vital-Berthin                  |             | Ecrivain, conseiller municipal de Beaurepaire                                                               |
|                                          |         |                                        |             | |
| 1877                                     | 1895    | Frédéric Charcot                       |             | Président du Conseil d'arrondissement, maire de Beaurepaire (1880-?)                                        |
| 1895                                     | 1901    | Marc Pellat                            | Républicain | Maire de Beaurepaire                                                                                        |
| 1901                                     |         | Louis-Maurice Manuel                   | Radical     | Viticulteur à Montseveroux                                                                                  |
|                                          |         |                                        |             | |
| 1931                                     | 1937    | Hippolyte Favot                        | Radical     | Maire de Saint-Barthélemy-de-Beaurepaire                                                                    |
| 1937                                     | 1940    | Jules Gauthier                         | Radical     | Entrepreneur de transports, maire de Cour-et-Buis                                                           |
| 1940                                     |         |                                        |             | Les conseils d'arrondissement ont été suspendus par la loi du 12 octobre 1940 et n'ont jamais été réactivés |
| Les données manquantes sont à compléter. |         |                                        |             | |

## Composition
Le canton de Beaurepaire regroupait quinze communes et comptait 12 188 habitants (recensement de 1999 sans doubles comptes).
| Nom                     | Code Insee | Intercommunalité         | Superficie (km2) | Population (dernière pop. légale) | Densité (hab./km2) |
| ----------------------- | ---------- | ------------------------ | ---------------- | --------------------------------- | ------------------ |
| Beaurepaire             | 38034      | CC Entre Bièvre et Rhône | 18,46            | 4 869 (2014)                      | 264                |
| Bellegarde-Poussieu     | 38037      | CC Entre Bièvre et Rhône | 16,79            | 975 (2014)                        | 58                 |
| Chalon                  | 38066      | CC Entre Bièvre et Rhône | 5,20             | 170 (2013)                        | 33                 |
| Cour-et-Buis            | 38134      | CC Entre Bièvre et Rhône | 13,73            | 854 (2014)                        | 62                 |
| Jarcieu                 | 38198      | CC Entre Bièvre et Rhône | 6,31             | 1 029 (2014)                      | 163                |
| Moissieu-sur-Dolon      | 38240      | CC Entre Bièvre et Rhône | 14,38            | 699 (2014)                        | 49                 |
| Monsteroux-Milieu       | 38244      | CC Entre Bièvre et Rhône | 8,17             | 787 (2014)                        | 96                 |
| Montseveroux            | 38259      | CC Entre Bièvre et Rhône | 16,48            | 946 (2014)                        | 57                 |
| Pact                    | 38290      | CC Entre Bièvre et Rhône | 9,74             | 836 (2014)                        | 86                 |
| Pisieu                  | 38307      | CC Entre Bièvre et Rhône | 18,76            | 542 (2014)                        | 29                 |
| Pommier-de-Beaurepaire  | 38311      | CC Entre Bièvre et Rhône | 19,16            | 715 (2014)                        | 37                 |
| Primarette              | 38324      | CC Entre Bièvre et Rhône | 21,76            | 729 (2014)                        | 34                 |
| Revel-Tourdan           | 38335      | CC Entre Bièvre et Rhône | 11,62            | 1 038 (2014)                      | 89                 |
| Saint-Barthélemy        | 38363      | CC Entre Bièvre et Rhône | 7,98             | 981 (2014)                        | 123                |
| Saint-Julien-de-l'Herms | 38406      | CC Entre Bièvre et Rhône | 9,17             | 141 (2014)                        | 15                 |

## Démographie
| 1962  | 1968  | 1975  | 1982   | 1990   | 1999   | 2006   | 2011   | 2012   |
| ----- | ----- | ----- | ------ | ------ | ------ | ------ | ------ | ------ |
| 8 868 | 9 110 | 9 211 | 10 011 | 11 087 | 12 188 | 13 933 | 14 947 | 15 049 |